# Турович, Владислав
Владислав Турович (англ. Wladyslaw Turowicz; пол. Władysław Turowicz; 23 апреля 1908 года, Зудыра Забайкальский край, Российская империя — 8 января 1980, Карачи, Пакистан) — этнический поляк родом из Сибири, сыгравший большую роль в развитии ВВС Пакистана.

## Ранние годы
Его отец участвовал в строительстве Транссибирской железной дороги, соединяющую Европу с побережьем Тихого океана. В подростковом возрасте он вместе с семьёй бежал из Советской России в Польшу во время гражданской войны, которая последовала вслед за Октябрьской революцией. Владислав всегда мечтал о полётах на самолёте, изучал авиационную технику в престижном Варшавском политехническом институте. Там он вступил в аэроклуб, где и познакомился со своей будущей женой.

## Вторая мировая война
Когда началась Вторая мировая война в сентябре 1939 года, Турович служил в ВВС Польши. Его подразделению было приказано взорвать свои самолёты (в целях предотвращения их использования врагом) и перебраться в Румынию, которая в то время была нейтральной страной. Там власти интернировали их и он оказался в лагере для интернированных, а его невеста работала курьером для польского посольства в Бухаресте. Интернированные поляки в конечном итоге были отпущены из лагеря и большинство из них бежало во Францию, где они перегруппировались под командованием генерала Сикорского. Владислав Турович и его невеста последовали их примеру и уехали во Францию, а когда Франция пала, то они пробирались по отдельности в Великобританию (он попал туда через Северную Африку, а она доплыла на рыбацкой лодке через Ла-Манш). В Англии многие поляки служили в Королевских ВВС, а также в ПВО Великобритании. Владислав не был принят на службу как лётчик-истребитель из-за слабого зрения, но он летал на транспортных самолётах и как лётчик-испытатель.
Установление нового мирового порядка после окончания войны в 1945 году означало, что Польша по-прежнему попадала в советскую сферу влияния, а также в связи с установлением коммунистического правительства, многие из поляков решили не рисковать и не возвращаться на родину. Турович работал на британском авиационном заводе в Фарнборо, но он хотел покинуть Великобританию.

## Эмиграция в Пакистан
Когда пакистанский Верховный комиссариат в Лондоне объявил о необходимости в приезде в страну обученных техников и пилотов для замены британцев, которые уехали из Пакистана после обретения им независимости, Владислав был очень рад этому и добровольно уехал в Пакистан в 1948 году вместе с группой из 30 других поляков. Все они подписали 3-х летние контракты с военно-воздушными силами Пакистана. Первоначально он попал в отдел технического обеспечения подготовки пилотов, а его жена служила в качестве гражданского инструктора авиации при обучении кадетов. Несколько других поляков были размещены на базах ВВС в Пешаваре и Чаклале (где Турович стал в 1952 году командиром авиабазы). Большинство польского контингента уехало из Пакистана после истечения 3-х летних контрактов и искали эмиграции в США, Австралии или в Великобритании. Два пилота скончались от разных причин в Карачи. Несколько поляков присоединились к гражданской авиакомпании Orient Airways.
Турович чувствовал себя очень комфортно в Пакистане. Помимо своей профессиональной деятельности в области аэронавтики, он увлекался бриджем и охотой. София, его жена, начала преподавать математику в одной из школ Карачи. В 1961 году они получили гражданство Пакистана. Двое детей родились у них после прибытия в Пакистан, а двое ещё в Великобритании. В сентябре 1965 года во время войны с Индией, Владислав Турович руководил поставкой запасных частей для пакистанских военных самолётов из США. За свою деятельность он был награждён государственными наградами: Тамга-я-Пакистан и Нишан-я-Пакистан. В 1967 году он ушёл из ВВС Пакистана в звании бригадного генерала и был назначен исполнительным директором СУПАРКО (Space and Upper Atmosphere Research Commission, Комиссии по исследованию космоса и верхних слоёв атмосферы) в Карачи. Вышел на пенсию в 1970 году.

## Поздние годы
Его поздние годы были омрачены болью в спине из-за полученной инвалидности в результате травмы позвоночника, которую он получил из-за падения на мотоцикле во время студенческих лет. После ухода из СУПАРКО он посетил Польшу в первый раз со времён войны, где встретился со своей сестрой, после долгой разлуки, в Варшаве. Он также лежал в варшавской клинике с болью в спине, но несмотря на лечение его состояние ухудшилось и по возвращении в Пакистан он уже был прикован к инвалидной коляске, а затем стал прикованным к постели. Инвалидность была источником большого разочарования для Туровича, так как его ум оставался активным до конца жизни. Но несмотря на это, он не унывал и старался быть позитивным человеком, каким и был на протяжении всей жизни. Две его дочери замужем за пакистанцами, третья дочь вышла замуж за гражданина Бангладеш. Внуки были источником большой радости для Владислава. Он скончался 8 января 1980 года и был похоронен на католическом кладбище в Карачи. Его вдова, София Турович, до сих пор живёт в Карачи, ей уже более 90 лет.